# Walter Steiner
Walter Steiner (15 febbraio 1951) è un ex saltatore con gli sci svizzero.

## Biografia
Vincitore di due medaglie d'oro e una d'argento ai mondiali di volo con gli sci, oltre a una medaglia d'argento alle olimpiadi di Sapporo, Steiner ha anche partecipato al film di Werner Herzog La grande estasi dell'intagliatore Steiner, ispirato alla sua vicenda umana e sportiva.

## Palmarès

### Olimpiadi invernali
- Argento a Sapporo 1972 nel salto con gli sci, trampolino lungo.

### Mondiali
- Oro a Planica 1972 nel volo con gli sci.
- Oro a Vikersund 1977 nel volo con gli sci.
- Argento a Oberstdorf 1973 nel volo con gli sci.